# Hirotoshi Yokoyama

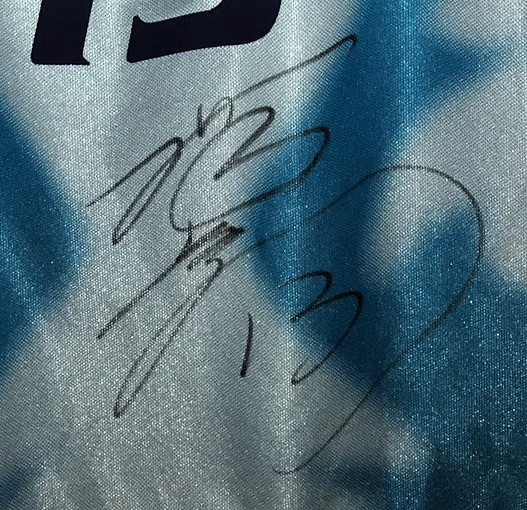
Autogramm von Hirotoshi Yokoyama

Hirotoshi Yokoyama (jap. 横山 博敏, Yokoyama Hirotoshi; * 9. Mai 1975 in der Präfektur Kagoshima) ist ein ehemaliger japanischer Fußballspieler.

## Karriere
Yokoyama erlernte das Fußballspielen in der Schulmannschaft der Kagoshima Jitsugyo High School und der Universitätsmannschaft der Osaka University of Commerce. Seinen ersten Vertrag unterschrieb er 1998 bei den JEF United Ichihara. Der Verein spielte in der höchsten Liga des Landes, der J1 League. Für den Verein absolvierte er 27 Erstligaspiele. 2000 wechselte er zum Drittligisten Yokohama FC. 2000 wurde er mit dem Verein Meister der Japan Football League und stieg in die J2 League auf. Für den Verein absolvierte er 101 Spiele. Im September 2004 wechselte er zum Ligakonkurrenten Ventforet Kofu. Für den Verein absolvierte er 17 Spiele. 2006 wechselte er zu TDK. Ende 2007 beendete er seine Karriere als Fußballspieler.

## Erfolge
JEF United Ichihara
- J.League Cup

Finalist: 1998